# Pinguicula mirandae
Pinguicula mirandae este o specie de plante carnivore din genul Pinguicula, familia Lentibulariaceae, ordinul Lamiales, descrisă de S. Zamudio Ruiz și Amp; A. Salinas T.. Conform Catalogue of Life specia Pinguicula mirandae nu are subspecii cunoscute.